# Dactylopsylla digitenua
Dactylopsylla digitenua är en loppart som beskrevs av Prince et Stark 1951. Dactylopsylla digitenua ingår i släktet Dactylopsylla och familjen fågelloppor. Inga underarter finns listade i Catalogue of Life.